# Umm Túbá

Umm Tuba a další čtvrtě ve Východním Jeruzalému

Umm Túbá (hebrejsky אום טובא‎, Um Tuba, arabsky أم طوبا‎‎) je arabská městská čtvrť v jižní části Jeruzaléma v Izraeli, ležící ve Východním Jeruzalémě, tedy v části města, která byla okupována Izraelem v roce 1967 a začleněna do hranic města.

## Geografie
Leží v nadmořské výšce okolo 700 metrů, cca 4,5 kilometru jižně od Starého Města. Na severu s ní sousedí arabská čtvrť Súr Báhir, za jejíž podčást je Umm Tuba považována. Na severozápadě je to administrativně samostatná židovská vesnice Ramat Rachel, na jihozápadě rovněž židovská Har Choma. Leží na jižních svazích hornatého hřbetu, který na severu a východu prudce spadá do údolí vádí Nachal Darga a na jihu klesá do četných hluboce zaříznutých údolí, která už jsou součástí aridní Judské pouště. Leží na dotyku se Zelenou linií, která do roku 1967 rozdělovala Jeruzalém. Jižně od čtvrtě prochází lokální silnice číslo 398, která spojuje izraelské osady východně od Betléma s Jeruzalémem.

## Dějiny
Původně šlo o malé ryze vesnické sídlo. V roce 1922 tu žilo 933 lidí, v roce 1945 už 2450 (společná populace pro Súr Báhir a Umm Túbá). Na konci první arabsko-izraelské války byla v rámci dohod o příměří z roku 1949 začleněna do území okupovaného Jordánskem. Osídlili ji tehdy četní arabští uprchlíci, kteří byli vysídleni nebo odešli z území státu Izrael. V roce 1967 byla okupována Izraelem a stala se městskou částí Jeruzaléma.